# Anita (album)
Anita è un album del cantautore italiano Amedeo Minghi, pubblicato nel 2000.

## Tracce
1. Introduzione (di A.Minghi)
2. Così sei tu (di Paolo Audino-Stefano Borgia/A.Minghi)
3. Il vero amore (di P.Audino-S.Borgia/A.Minghi)
4. Distratta poesia (di P.Audino-S.Borgia/A.Minghi)
5. Piccola spina (di P.Audino-S.Borgia/A.Minghi)
6. La notte più lunga del mondo (di P.Audino-S.Borgia/A.Minghi)
7. Intermezzo (di A.Minghi)
8. Una idea (di P.Audino-S.Borgia/A.Minghi)
9. Certe cose (di P.Audino-S.Borgia/A.Minghi)
10. Anita (di P.Audino-S.Borgia/A.Minghi)
11. Cercatori d'oro (di P.Audino-S.Borgia/A.Minghi)
12. Merry Christmas (ancora tornerà Natale) (di A.Minghi/A.Minghi)
13. Ripresa finale (di A.Minghi)

## Classifiche
| Paese  | Posizione raggiunta |
| ------ | ------------------- |
| Italia | 16                  |